# Combat Dance - A colpi di musica
Combat Dance - A colpi di musica (Rooftops) è un film del 1989 diretto da Robert Wise.

## Trama
A New York, in un quartiere di case fatiscenti, vivono alcuni ragazzi che conducono un'esistenza di stenti, solitudine e violenza. Tra di loro c'è T, leader carismatico del gruppo; Squeak, scappato di casa per contrasti col fidanzato della madre; e Amber, ex prostituta innamorata di T.
Un giorno T partecipa ad un ballo dove conosce Elana, ragazza portoricana della quale si innamora. Ma la storia d'amore tra i due è ostacolata dal criminale Lobo, che controlla il giro di droga e prostituzione della zona, il quale vorrebbe avere T nella propria banda.

## Accoglienza

### Botteghino
Il film ha incassato ai botteghini di tutto il mondo 2 043 889 dollari.

### Critica
Il film non è stato ben accolto dalla critica. Il film ha un punteggio composito del 10% su Rotten Tomatoes basato su 20 recensioni. Roger Ebert ha ritenuto che il film non fosse realistico e ha addolcito le cupe realtà che devono affrontare gli adolescenti senzatetto.

## Riconoscimenti
- 1989 - Festival del cinema americano di Deauville
  - Nomination Premio della Critica

## Colonna sonora
La colonna sonora del film include la canzone "Rooftops" eseguita da Jeffrey Osborne, "Avenue D" eseguita da Etta James con David A. Stewart e Bullet Proof Heart scritta e prodotta da Grace Jones.